# 阿里安·福斯特
阿里安·福斯特（英語：Arian Foster，1986年8月24日—）是一位美式足球跑卫，效力于休斯敦德州人队。他原先在田纳西大学打球，2009年以自由球员身份与德州人队签约，同年11月17日起进入德州人队的正式名单。每次达阵后，他都会作出在印度式的问候动作那摩斯戴。他被认为是联盟中最出色的跑卫之一。